# Wolfersdorf (Francia)
Wolfersdorf è un comune francese di 389 abitanti situato nel dipartimento dell'Alto Reno, nella regione del Grand Est.

## Società

### Evoluzione demografica
Abitanti censiti